# 2002-es Fonogram díj átadása
A 2002-es Arany Zsiráf-díjkiosztó

## Az év hazai rockalbuma
Lovasi András - Bandi a hegyről (Universal Music)
- Junkies - SX7 (Warner Music)
- Keresztes Ildikó - Nekem más kell (Sony)
- Pál Utcai Fiúk - Ha jön az élet (1G)
- Republic - A reklám után (EMI)

## Az év külföldi rockalbuma
Eric Clapton - Reptile (Warner Music)
- Aerosmith - Just Push Play (Sony)
- Blink-182 - Take Off Your Pants and Jacket (Universal Music)
- Lenny Kravitz - Lenny (EMI)
- Papa Roach - Infest (Universal Music)

## Az év hazai popalbuma
Crystal - Két utazó (Sony)
- Fiesta - Hozzám tartozol (EMI)
- Irigy Hónaljmirigy - Flúgos Futam (Universal Music)
- T.N.T. - Unplugged (Warner Music)
- Zorán - Így alakult (Universal Music)

## Az év külföldi popalbuma
Kylie Minogue - Fever (EMI)
- Jennifer Lopez - J. Lo (Sony)
- Robbie Williams - Swing When You’re Winning (EMI)
- Sade - Lovers Rock (Sony)
- Sting - ...All This Time (Universal Music)

## Az év hazai dance-albuma
Sterbinszky - Gates Of Mind - The Album (EMI)
- Bubble Gum - Aj aj aja (DISCO) (Universal Music)
- Desperado - Kívánhatsz bármit (BMG)
- Help - Gondolatok (Sony)
- Kerozin - Ki a góré? (BMG)
- M.É.Z. - LeM.É.Z.lovasok (NarRator)

## Az év külföldi dance-albuma
Jamiroquai - A Funk Odyssey (Sony)
- ATB - Two Worlds (Record Express)
- Faithless - Outrospective (BMG)
- Gigi D'Agostino - Chansons For The Heart (Record Express)
- Modjo - Modjo (Universal Music)
- Scooter - We Bring The Noise (Record Express)

## Az év hazai modern rock albuma
Tankcsapda - Agyarország (Sony)
- Hiperkarma - Hiperkarma (1G)
- Hooligans - Kánaán (EMI)
- Jamie Winchester & Hrutka Róbert - It's Your Life (Tom-Tom Records)
- Zanzibar - Nem vagyok tökéletes (EMI)

## Az év külföldi modern rock albuma
Linkin Park - Hybrid Theory (Warner Music)
- Depeche Mode - Exciter (EMI)
- Garbage - Beautifulgarbage (BMG)
- Gorillaz - Gorillaz (EMI)
- System of a Down - Toxicity (Sony)

## Az év hazai rap- vagy hiphopalbuma
Sub Bass Monster - Tovább is van, mondjam még? (Warner Music)
- Az Árral Szemben - Nehézvíz (Record Express)
- Ganxsta Zolee és a Kartel - Pokoli lecke (PRM)
- Lory B. - Végítélet (EMI)
- MC Ducky - Kérdőjel (1G)

## Az év külföldi rap- vagy hiphopalbuma
Missy Elliott - Miss E... So Addictive (Warner Music)
- Cypress Hill - Stoned Raiders (Sony)
- D-12 - Devils's Night (Universal Music)
- Eve - Scorpion (Universal Music)
- Outkast - Stankonia (BMG)
- Run-D.M.C. - Crown Royal (BMG)

## Az év hazai felfedezettje
Zanzibar - Nem vagyok tökéletes (EMI)
- Emil Rulez - Zazi az ágyban (MusiCDome)
- Füstifecskék - Minden út romába vezet (Universal Music)
- Márió - A harmonikás (EMI)
- Unique - Úttalan utakon (Warner Music)

## Az év hazai szórakoztatózenei albuma
Füstifecskék - Minden út romába vezet (Universal Music)
- Dupla KáVé - Dupla KáVé 5. (Stefanus)
- Márió - A harmonikás (EMI)
- MC Hawer & Tekknő - Táncolj, cigánylány (Warner Music)
- Nagyecsedi Fekete Szemek - Szeretlek, szeretlek (MusiCDome)

## Az év hazai jazz- vagy world music albuma
Ghymes - Üzenet (Fonó)
- Charlie - Jazz (Warner Music)
- Djabe - Update (Gramy)
- Nikola Parov - Naplegenda (Tom-Tom Records)
- Nikola World Orchestra - Karácsonynak éjszakáján (Tom-Tom Records)

## Az év hazai dala
Bery & Váczi Eszter - Egyedül (EMI)
- Crystal - Amíg csak élek (Sony)
- Hooligans - Tartson örökké (EMI)
- Tankcsapda - Ez az a ház (Sony)
- United - Hajnalban még a nap is más (EMI)

## Az év hazai videóklipje
Draft - Dombok felett (Warner Music) rendező: Oláh István
- 4U - Süket a telefon (Tom-Tom Records) rendező: Themesz Vilmos
- Dubcity Fanatikz - Living In A Dubcity (Bahia Music) rendező: Fazakas Péter
- Heaven Street Seven - Sajnálom (Warner Music) rendező: Sechanov Martin
- TNT - Tiltott perc (Warner Music) rendező: Vranik Roland